# Carlos de Ornellas
Carlos de Ornellas Lopes Banhos (Angra do Heroísmo, 4 de março de 1897 — Lisboa, 15 de agosto de 1963), mais conhecido por Carlos d'Ornellas, nome com que assinava as suas publicações, foi um jornalista, escritor e empresário da imprensa escrita. Sargento do Exército Português, integrante do Corpo Expedicionário Português que combateu na frente ocidental da Primeira Guerra Mundial, abandonou a vida militar para se dedicar ao jornalismo e à escrita.

## Biografia
Nasceu na cidade de Angra do Heroísmo, na ilha Terceira (Açores), onde o seu pai, o general Guilherme Carlos Lopes Banhos, ao tempo no posto de major de Artilharia, se encontrava colocado como inspector do material de guerra do Comando Militar dos Açores. Com a transferência do pai para a ilha de São Miguel, estudou no Liceu de Ponta Delgada, sem contudo concluir o ensino secundário.
Assentou praça como voluntário no Regimento de Infantaria n.º 1, frequentando a Escola Central de Sargentos do Exército, cujo curso concluiu. Foi depois integrado no Corpo Expedicionário Português, como sargento do Regimento de Infantaria n.º 7, durante a Primeira Guerra Mundial. Distinguiu-se pela sua conduta durante os combates em França e na Flandres.
Aderente do movimento integralista monárquico, participou na tentativa de golpe de Janeiro de 1919, e na Revolução de 28 de Maio de 1926,  e manteve-se ligado ao general Gomes da Costa, tendo sido seu secretário logo após o golpe de 28 de Maio de 1926.
Terminada a carreira militar, passou a trabalhar como jornalista, tendo passado por vários jornais diários de Lisboa, e fundado a revista Viagem. Fez parte da equipa dos jornais A Capital, O Século, A Noite, A Monarquia, Correio da Manhã, A Vanguarda, Diário dos Açores, Correio dos Açores, A Época, A Voz, Diário da Manhã, Acção Nacional, Reacção e A Monarquia Nova.
Em 4 de Novembro de 1920, empregou-se como funcionário na editora da Gazeta dos Caminhos de Ferro, da qual se tornou proprietário e director cerca de três anos depois. Foi o enviado da Gazeta dos Caminhos de Ferro ao V Congresso Internacional da Imprensa Técnica, na cidade de Barcelona, em 1929, e ao Congresso Internacional dos Caminhos de Ferro,  em Madrid, em 1930, e ao Congresso Internacional dos Caminhos de Ferro, em Paris, em 1937.
Colaborou igualmente na organização de várias instituições, como a Casa da Imprensa, em Lisboa, onde foi tesoureiro, e a Caixa de Previdência dos Profissionais da Imprensa de Lisboa. Desempenhou outras funções directivas em agremiações relacionadas com os profissionais da imprensa e foi um dos fundadores do agrupamento dos Combatentes da Grande Guerra, percursor da Liga dos Combatentes. Também foi fundador e colaborador da associação onomástica Os Carlos, do Grémio dos Açores, e da Associação da Imprensa Técnica e Profissional. Trabalhou igualmente como secretário na Sociedade de Geografia de Lisboa.
Defensor da tauromaquia, criou o Grupo Tauromáquico Sector I e a tertúlia intitulada Festa Brava, à qual presidiu por 17 anos.
Participou em diversos congressos sobre a temática dos caminhos de ferro, na Bélgica, Espanha, França e Suíça. Esteve no congresso ferroviário realizado em Madrid em setembro de 1958.
No âmbito das suas fuções como dirigente de associações ligadas ao jornalismo, conseguiu que a Câmara Municipal de Lisboa colocasse o nome do jornalista Leonildo de Mendonça e Costa num largo daquela cidade, cuja cerimónia teve lugar no dia 1 de março de 1933.
Em 1952, participou, junto com outros antigos combatentes portugueses da Primeira Guerra Mundial, numa romagem aos antigos campos de batalha na França, Bélgica e Alemanha, com especial destaque para a Flandres. No ano seguinte, organizou, junto com Agostinho Sá Vieira e o general Luís Augusto Ferreira Martins, a III Romagem dos Antigos Combatentes Portugueses, na qual participou, para visitar as sepulturas dos soldados portugueses da Primeira Grande Guerra, em França e na Bélgica. Nessa viagem aproveitou para assistir, em representação da revista Viagem e da Gazeta dos Caminhos de Ferro, ao XI Congresso da Imprensa Periódica, que, naquele ano, se realizou em Bruxelas.
Em 1955, publicou o livro Espanha, sendo o segundo volume da série Viajando pela Europa. Também publicou as obras Madeira e Açores, O Último Dia do Condenado, Contos Amargos da Guerra, Manual do Viajante em Portugal, O Açoriano na Grande Guerra, e Petit Guide de Conversation Français-Portugais
Adoeceu logo após o seu regresso de Madrid, em setembro de 1958, tendo conseguido resistir com cuidados médicos durante cerca de cinco anos. No entanto, acabou por falecer na madrugada do dia 15 de Agosto de 1963, na sua residência da Rua da Horta Seca, em Lisboa. O funeral teve lugar no dia seguinte, na Igreja da Encarnação, tendo o corpo sido enterrado no talhão dos combatentes da Primeira Guerra Mundial, no Cemitério do Alto de São João.
Estava casado com Fernanda Pereira da Silva de Ornellas, com quem teve uma filha, Maria Carlos da Silva Pereira de Ornellas.
Um ano após a sua morte, os membros da direcção das organizações Os Carlos e Festa Brava lideraram uma procissão,  em que participou um grande número de pessoas, para depositar ramos de flores na sua campa. Também foi homenageado pelo general Afonso Botelho, no âmbito das comemorações do aniversário do armistício da Primeira Guerra Mundial.
Foi condecorado com as medalhas militares da Campanha do Exército 1914-1917, das nações aliadas, de de Bons Serviços, e da Cruz Vermelha de dedicação e agradecimento.

## Publicações
Para além de uma vasta obra dispersa pelos periódicos em que colaborou, é autor das seguintes monografias:
- 1928 — A Madeira e os Açores, Conferência realizada no Salão Nobre da Associação Academica de Coimbra em Janeiro de 1928. Lisboa.
- 1930 — Manual do viajante em Portugal. Lisboa, Tip. Gazeta dos Caminhos-de-Ferro.
- 1931 — O açoriano na Grande Guerra. Lisboa, Ed. da Revista Insular e de Turismo.
- 1932 — O último dia de um condenado (drama). Lisboa, Of. da Gazeta dos Caminhos-de-Ferro.
- 1932 — Contos amargos da guerra. Lisboa, Of. da Gazeta dos Caminhos-de-Ferro.
- 1951 — Viajando pela Europa, Itália. vol. I, Lisboa, s.n..
- 1955 — Viajando pela Europa, Espanha. vol. II, Lisboa, s.n..